# Monnier et Cie

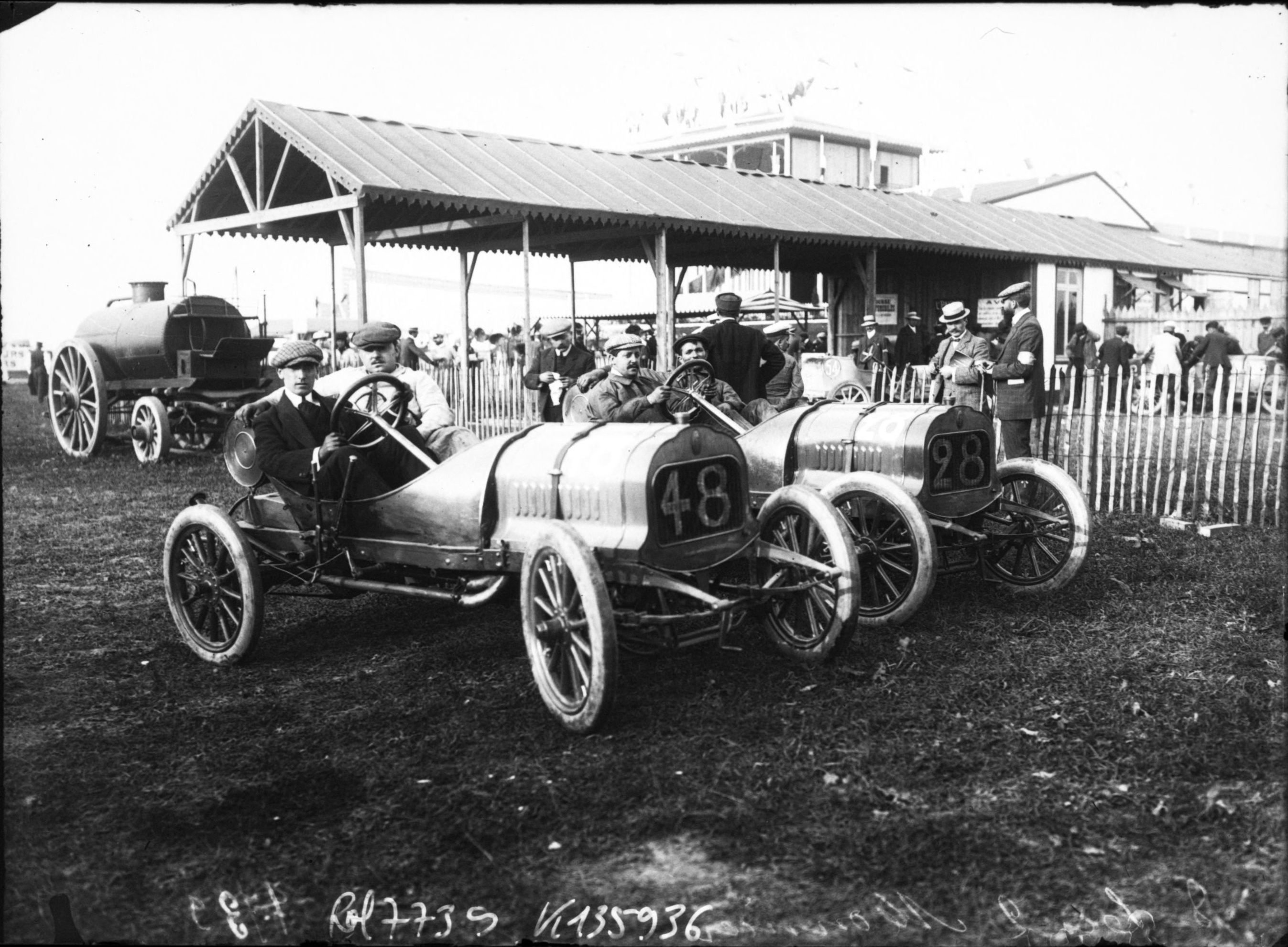
Pizzagalli und Monnier in ihren beiden Rennwagen beim Grand Prix des Voiturettes 1908

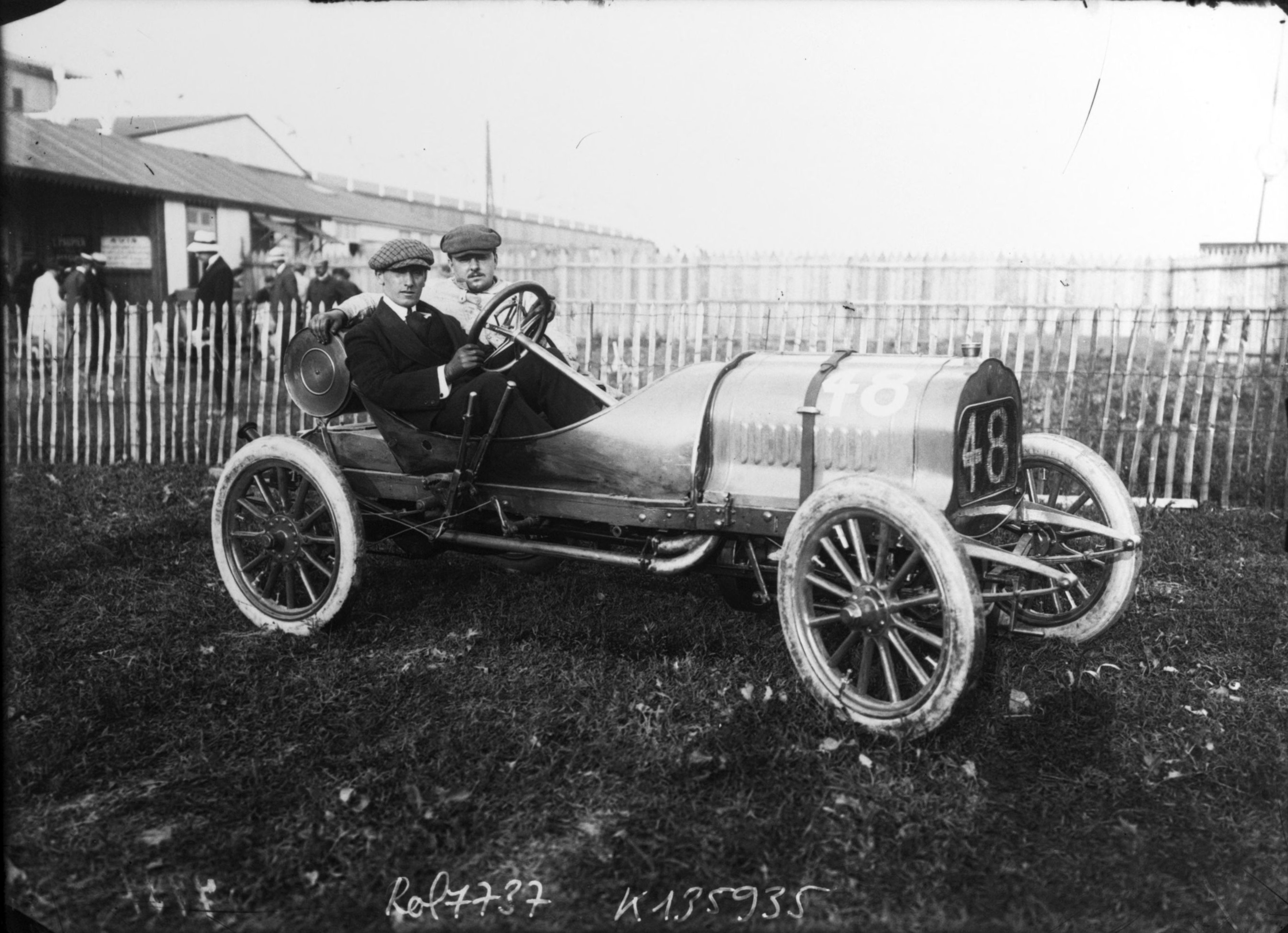
Pizzagalli beim gleichen Rennen

Monnier et Cie war ein französischer Hersteller von Automobilen.

## Unternehmensgeschichte
Das Unternehmen aus Juvisy-sur-Orge begann 1908 mit der Produktion von Automobilen. Der Markenname lautete Monnier. Im gleichen Jahr endete die Produktion bereits wieder.

## Fahrzeuge
Im Angebot standen zwei Modelle. Der 6/7 CV verfügte über einen Einzylindermotor. Im 10/12 CV sorgte ein Vierzylindermotor für den Antrieb. Die Motoren wurden von einem Motorenhersteller bezogen; eine Quelle nennt De Dion-Bouton.